# جورج نقاش
جورج نقاش (من مواليد 1904-1972) كان صحفي لبناني، شاعر، سياسي، دبلوماسي، ومؤسس صحيفة لوريان L'orient، التي أصبحت فيما بعد لوريون لوجور "L'orient-Le Jour".

## سيرة
ولد في 8 مايو 1904.
في عام 1924، عندما كان يبلغ من العمر فقط 22 عامًا، أسس صحيفة لوريان اللبنانية الناطقة بالفرنسية، والتي أصبحت في عام 1971 لوريان لو جور بعد اندماجها مع لو جور.
في عام 1936، شارك في تأسيس حزب الكتائب مع بيار الجميل وشارل حلو، لكنه ترك الحزب بعد عام واحد في عام 1937  ، تمامًا كما فعل الرئيس حلو.
هو مؤلف افتتاحية شهيرة تنشرت في 10 مارس 1949 تحت عنوان: «نفيان لا يصنعان أمة»، مما أدى إلى حبسه ثلاثة أشهر، ومنعه ستة أشهر من العمل في صحيفة «لوريان».
ثم أصبح وزيراً عدة مرات، وسفير لبنان في باريس.